# Dotten
Der Dotten (norwegisch für Klumpen) ist ein  Nunatak im ostantarktischen Königin-Maud-Land. Im Gebirge Sør Rondane ragt er 3 km nördlich des Smalegga Ridge nahe der Mündung des Gillockbreen auf.
Norwegische Kartografen, die ihm auch seinen deskriptiven Namen gaben, kartierten ihn 1957 anhand von Luftaufnahmen, die bei der US-amerikanischen Operation Highjump (1946–1947) entstanden waren.